# Bondage (film)
Pour les articles homonymes, voir Bondage (homonymie).
Pour plus de détails, voir Fiche technique et Distribution.
Bondage (発禁本「美人乱舞」より責める！, Hakkinbon Bijin Ranbu Yori: Semeru!) est un film japonais réalisé par Noboru Tanaka, de la série roman-porno de la Nikkatsu sorti en 1977. Le film se déroule pendant la période Taisho.

## Synopsis
Seiu Ito, peintre, dessinateur et photographe, se passionne pour le bondage. Ses deux épouses et une prostituée, dont la ressemblance avec sa première femme l'entraîne dans une spirale sadienne. 

## Fiche technique
- Titre original : Hakkinbon Bijin Ranbu Yori: Semeru!
- Titre français : Bondage
- Réalisation : Noboru Tanaka
- Scénario : Akio Ido
- Directeur de la photographie : Masaru Mori
- Décors : Takeharu Sakaguchi
- Musique : Jiro Takada
- Assistant-réalisateur : Masao Asada
- Sociétés de production : Nikkatsu
- Pays :  Japon
- Langue originale : Japonais
- Genre : Drame, érotique
- Durée : 1h23 minutes
- Date de sortie : 23 février 1977

## Distribution
- Junko Miyashita : Tae
- Hatsuo Yamaya : Seiu Ito